# Bandeira de Arcangel
A bandeira de Arcangel é um dos símbolos oficiais do oblast de Arcangel, uma subdivisão da Federação da Rússia. Foi aprovada a adoção de uma bandeira para o óblast em 23 de maio de 1995 durante o "Encontro Regional do Óblast de Arkhangelsk" no qual foram aprovados também a adoção do brasão de armas e do hino.  Em 2003, a administração da região, através do número de ordem 701r estabeleceu uma competição para a escolha da nova bandeira. Foram apresentados três opções principais e, em seguida, reduzido para dois. Atualmente, nenhuma das opções para o pavilhão está oficialmente aprovada.

## Versões
- A primeira versão apresenta o desenho do brasão de armas da região em um fundo azul;

- A segunda versão, proposto movimento sócio-político "Renascimento Pomorskie" propõe um campo vermelho no qual está desenhada uma cruz de Santo André branca.